# 小林泉美 (歌手)
小林 泉美（こばやし いずみ、1957年3月25日 - ）は、日本のシンガーソングライター、キーボーディスト、音楽プロデューサー、実業家。千葉県船橋市出身、東京音楽大学ピアノ科卒業。MIMI名義でも活動。

## 人物
10代の頃からプロ活動を開始。大学在学中に中村雅俊のバックバンドや舘ひろしのレコーディングに参加していたところ矢沢永吉の事務所にいた真下幸孝にスカウトされ、1977年に20歳でレコード・デビュー。当時の女性歌手としては珍しく、デビュー作品から編曲・プロデュースまで自らの手で行っている。
キーボーディストとして高中正義バンド、PARACHUTE、THE SQUARE（現・T-SQUARE）等のフュージョン・バンド、中島みゆき・松任谷由実・来生たかお等のライブ・作品のレコーディングに参加。他歌手への楽曲提供・編曲・プロデュース・オーケストラのスコア まで手掛ける。映画・テレビドラマの劇伴、テレビCM音楽、テレビアニメ等へ楽曲提供も行う。特にアニメ『うる星やつら』（フジテレビ）の主題歌「ラムのラブソング」は著名で、1990年代以降、数多の歌手にカバーされ、アニメソングの域を超え支持を増やし続けている。同番組及びその劇場映画版には続けて多数の主題歌・挿入歌を提供、一部では作詞・自ら歌唱も行っている。
1980年代前半、テレビ東京の深夜番組『ロック・イン・ジャパン』の司会や『キーボード・マガジン』『サウンド&レコーディング・マガジン』（いずれもリットーミュージック）などの雑誌でのコラム連載などの執筆活動で音楽以外での活動も増えてくる。
1980年代半ばから「海外で活動したい」「自分自身の作品をゆっくり作りたい」と思うようになり、来日した音楽関係者たちに自分のストリングス・カルテットの音源 を渡していたところ、ホルガー・ヒラーに「ヨーロッパに来てこういうものをもっと伸ばした方がいい」と言われ、渡欧。ヨーロッパでは、デペッシュ・モード『ヴァイオレーター』（1990年、ミキシングのアシスタント）、初期のデュラン・デュランにも参加していたStephen Duffyのアルバム、スウィング・アウト・シスターのシングル「Blue Mood」（1985年）と「Breakout」（1986年）、ホルガー・ヒラーのアルバムなどにスタジオ・ミュージシャンとして参加。またオランダのMathilde Santingのアルバム『Breast And Brow』（1989年）のプロデュースやドイツ映画の音楽などを担当している。
1990年代、エイフェックス・ツインが運営するリフレックス・レコーズから作品がリリースされる話があったが、実現しなかった。またKEN=GO→や佐藤大らが運営したフロッグマンレコーズのイギリスでのマネージメントを担当するなど、テクノカルチャーへの接近を見せた。
また実業家としての顔も持ち、CISCO RECORDS（経営母体は株式会社シスコ・インターナショナル）のロンドン社長に就任したほか、音楽制作会社を経営 し、レコードレーベル（Ninja Tune、Mo'Wax、Compost Records、Warp Recordsなど）や、音楽家（ケン・イシイ、BOOM BOOM SATELLITES、DJ KRUSH、石野卓球など）のビジネス・コーディネーションも手掛けた。

## 略歴
10歳からピアノを習い始める。高校入学後、社交ダンスの演奏バンドに参加。地元のダンスホールで演奏後初の報酬を得る。同時期に始めたエレクトーンでもレストランやクラブなどでの演奏の仕事が入るようになり、プロの演奏家として活動を始める。その頃、仕事で行った米軍キャンプでジャズやブラックミュージックなどに影響を受け、ハモンドオルガンを習い始める。その後、米軍キャンプのファンクバンドに参加する。
1976年、米軍キャンプのバンド仲間だった渡嘉敷祐一に誘われ、バンド・ASOCA（アソカ）を結成。ヤマハ音楽振興会主催のコンテスト「EastWest'76」に出場してグランプリを獲得。個人としてもベストキーボード賞を受賞した。
1977年、Mimie-Chan Super Band名義でCBS・ソニーからメジャー・デビュー。
1978年、バンド名を小林泉美&Flying Mimi Bandに改める。
1979年、EastWest'76の審査員だった高中正義のバックバンドに参加。これをきっかけにキティレコードに移籍し、関連会社キティ・フィルム制作の映画やアニメの音楽を手掛けるようになる。同時期にPARACHUTEとTHE SQUARE（現・T-SQUARE）に誘われ、PARACHUTEに加入。THE SQUAREからも正式にメンバーになるよう求められるがPARACHUTEと高中の仕事の兼ね合いで断る。
1980年、映画『翔んだカップル』の音楽を担当。
1981年、テレビアニメ『うる星やつら』（フジテレビ）に主題歌「ラムのラブソング」とエンディングテーマを提供。以後、同シリーズのテレビや映画の楽曲を手掛けるようになる。同年、ソロ1stアルバム『Coconuts High』発売。
1982年、2ndアルバム『Nuts,Nuts,Nuts』発売。同年、テレビアニメ『さすがの猿飛』（フジテレビ）に主題歌とエンディングテーマを提供。
1983年、3rdアルバム『TROPICANA』発売。
1984年、テレビ番組司会や雑誌でのコラム連載など、音楽以外の仕事が増える。
1985年4月、ホルガー・ヒラー招聘にて渡英。ロンドンでプロデュース業を展開。
1988年、長男が誕生。
1989年、ホルガー・ヒラーのプロデュースでアルバム『i.Ki』（フィリップス・レコード）発売。同年、音楽制作会社を設立。子育ての間、音楽家としての活動が十分にできないため、ビジネスの方に力を入れるようになる。
1992年、テレビドラマ『悪女（わる）』（よみうりテレビ）の音楽を担当。
1994年、Moves In Motionをプロデュース。
1997年、シスコ・インターナショナルの株式を取得し、シスコレコードのロンドン社長に就任（2008年倒産）。
1999年、テレビドラマ『女医』（よみうりテレビ）の音楽を担当。
2012年、息子が大学を卒業して独立したこともあり、この年から自身のソロ活動のためのスタジオのリサーチや音楽家との交流のために毎年キューバに渡航し、4ヶ月ずつ滞在するようになる。
2016年から長らく拠点にしていたロンドンをベースに本格的に音楽活動を再開。

## 提供楽曲

### 歌謡曲
- 桑江知子
  - 「CHASE THE SUN」（1980年）作詞：Martin K.Bracey。アルバム『Mr. Cool』収録。
  - 「Mr. Cool」（1980年）作詞：佐藤奈々子。アルバム『Mr. Cool』収録。
- 中原理恵
  - 「とぎれ とぎれて」（1978年）作詞：中原理恵。アルバム『TOUCH ME』収録。
  - 「By Myself（私…）」（1978年）作詞：中原理恵。アルバム『KILLING ME』収録。
- 原田知世
  - 「恋のヒント教えて」（1982年）作詞：来生えつこ。シングル『悲しいくらいほんとの話』B面。
- 森尾由美
  - 「約束」（1983年）作詞：鈴木隆子。アルバム『You & Me』収録。
  - 「メルヘン・キャラバン」（1983年）作詞：鈴木隆子。アルバム『Yumic World』収録。

### アニメソング
- うる星やつら
  - 松谷祐子 「ラムのラブソング」「宇宙は大ヘンだ!」（1981年）作詞：伊藤アキラ
  - ヘレン笹野 「心細いな」（1982年）作詞：地恵子・シュレイダー、實川翔。 「マルガリータ」作詞：安藤芳彦
  - うる星やつらオールスターズ「ア・リ・ガ・ト!」「星のメモリー」（1986年）作詞：伊藤アキラ
- さすがの猿飛
  - 伊藤さやか「恋の呪文はスキトキメキトキス」「恋のB級アクション」（1982年）作詞：康珍化
- ストップ!! ひばりくん!
  - 雪野ゆき「ストップ!! ひばりくん!」星野アイ「コンガラ・コネクション」（1983年）作詞：伊藤アキラ
- アニメ80日間世界一周
  - 潘恵子「SKY WAY」「ふたりの時計」（1983年）作詞：伊藤アキラ
- ふしぎの国のアリス
  - TARAKO「夢みるワンダーランド」「ナゾナゾ 夢の国」（1983年）作詞：島エリナ

## 劇伴

### 映画
- 翔んだカップル（1980年）
- がんばれ!! タブチくん!! 初笑い第3弾 あゝツッパリ人生（1980年）
- うる星やつら オンリー・ユー（1983年）

### テレビドラマ
- 悪女（1992年）
- 女医 NOTHING LASTS FOREVER（1999年）

## バンドでの活動
小林泉美&Flying Mimi Band
Mimie-Chan Super Bandから改名。命名は小泉をCBSソニーに引っ張ってきた矢沢永吉事務所（当時）の真下幸孝。前身はアマチュア時代のバンド・ASOCA。
- 小林以外のメンバー
  - 渡嘉敷祐一 (Dr)→マーティン・ブレーシー (Dr)
  - 渡辺モリオ (B)
  - 清水靖晃 (Sax、Flute)
  - 土方隆行 (G)

パラシュート
1stアルバムのみで脱退。
レゲエ・フィルハーモニック・オーケストラ
3年間活動。
スコーピオス
アフリカのバンド。

## 関連事項
- うる星やつら
- うる星やつら オンリー・ユー
- うる星やつら2 ビューティフル・ドリーマー
- 高中正義
- PARACHUTE
- ストップ!! ひばりくん!